# Zekai Dede

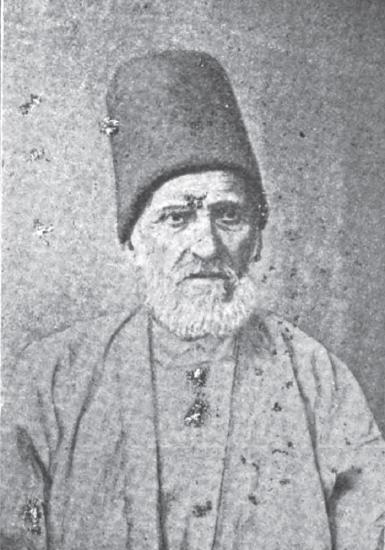
Zekai Dede

Zekai Dede (* 1825 in Istanbul; † 1897) war ein türkischer Komponist. Er gilt als die letzte Größe des klassischen Stils (1640–1897) der türkischen klassischen Musik.

## Leben
Zekai wurde im Istanbuler Stadtviertel Eyüp geboren. Von seinem Vater lernte er die Kalligraphie. Sein musikalisches Talent machte Hammamizade İsmail Dede (auch bekannt als Dede Efendi; Komponist von Yine bir gülnihal) auf ihn aufmerksam. In der Folge lernte er bei Hammamizade İsmail Dede.
1845 trat er in den Dienst von Mustafa Fazıl Pascha und verbrachte somit die nächsten 13 Jahre in Kairo, was damals zum osmanischen Reich gehörte. In Kairo komponierte er mehrere Hymnen (İlahi) zu arabischem Text. Mit der Ernennung Mustafa Fazıl Paschas zum Wesir des osmanischen Staats kehrte Zekai Efendi 1858 mit ihm nach Istanbul zurück.
1864 trat er dem Mevlevi-Orden bei (worauf sein Titel Dede zurückgeht). 1884 wurde er zum Kudümzenbaşı (Kopf der Kudümspieler) bei der Bahariye Mevlevihane. Zusätzlich gab Zekai Dede Diktionskurse.
Zu den Schülern von Zekai Dede gehören Rauf Yekta Bey, Subhi Ezgi und sein Sohn Ahmed İrsoy.

## Werke
Zekai Dede komponierte zahlreiche religiöse Hymnen (İlahis), Musik nach den komplexen Kar- und Beste-Formen (vgl. Türkische Klassische Musik) sowie leichtgewichtigere Şarkı. Er komponierte fünf Ayins für die Mevlevi-Zeremonie.